# MifaMosa
MifaMosa est le pseudonyme d'un artiste d'art urbain français. Il se définit lui-même comme « illustrateur de rues ».
Son pseudonyme vient de Mifa, la famille, car il a commencé à créer ses œuvres pour sa grand-mère, et Mosa, pour mosaïque. Il signe ses œuvres avec trois points disposés en triangle qui représentent sa mère, sa sœur et lui. Depuis 2017, il illustre des plaques de rue avec des mosaïques en rapport avec leur nom. 

## Interventions urbaines

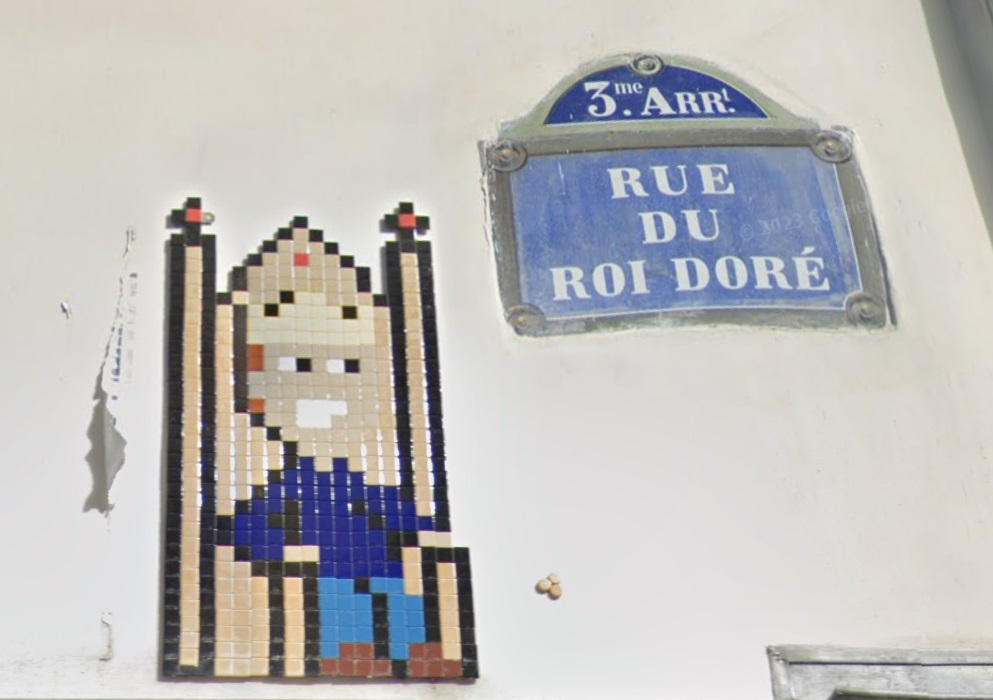
2 rue du Roi-Doré 75003 Paris.

MifaMosa a réalisé sa première intervention in situ le 28 juin 2017. Il a depuis illustré plus de 300 plaques dans plus d'une vingtaine de villes, principalement à Orléans,, où il réside, mais aussi à Montpellier, Blois, Tours,  Lyon,, Saint-Malo, Limoges ou Lille. Si ses œuvres ont été intégrées aux recommandations touristiques dans certaines villes, dont Avignon, il a dû décrocher une mosaïque à Genève à la demande des autorités.

## Expositions
Orléans
Rire Fish vs MifaMosa | L’Orléanaise | 13 – 15 août 2021
Street tease | Bellevue 1826 | 6 – 27 sep 2019
Paris
Illustrations de rues Vol. 1 | Erbk Gallery | 2023
Monochrome | Urgan signature | 2022
Icônes | ErbK Gallery | 2022
Everybody loves the sunshine | ErbK Gallery | 2021
Sneakers Generation | Galerie Sakura | 2021
Dans les rues de Paris | Sakura | 2021
UAF 2021 | ErbK Gallery  | 2021
Summer Vibes Vol.1 | ErbK Gallery  | 2020
Lille
Lille Art Up 2022 (ERBK GALLERY) | 2022
Tours
Solo Show | la boîte Noire | 2021
Chartres
Illustrations de rue Volume II | Chapelle Saint-Éman | 2024